# レーテ共和国

社会主義・共産主義を表す赤旗

社会主義・共産主義を表す赤星

レーテ共和国（レーテきょうわこく、ドイツ語: Räterepublik）は、ドイツ革命期にレーテ（労働者･兵士評議会、労兵評議会）が政治権力を掌握して、短期間成立した政治システムである。「レーテ」（ドイツ語: Räte、評議会）はロシア語の「ソビエト」（Совет）と同義であることから「ソビエト共和国（英: Soviet republicなど）」と意訳することもある。

## レーテ共和国一覧
| 国名                     | 首都       | 成立年月日    | 崩壊年月日   |
| ------------------------ | ---------- | ------------- | ------------ |
| ブレーメン・レーテ共和国 | ブレーメン | 1919年1月10日 | 1919年2月4日 |
| バイエルン・レーテ共和国 | ミュンヘン | 1919年4月6日  | 1919年5月3日 |